# Aeroportul Athens Ben Epps
Aeroportul Athens Ben Epps (IATA: AHN, ICAO: KAHN, FAA LID: AHN) este un aeroport din Georgia, Statele Unite ale Americii ce deservește zona Athens. Aeroportul a fost tranzitat în 2019 de 2.628 de pasageri. A fost numit după zona deservită.
Situat la o altitudine de 246 m, aeroportul dispune de 2 piste.

## Infrastructură

### Piste
Aeroportul dispune de 2 piste. Pista 02/20 are suprafața de asfalt și dimensiunile 3.995 picioare × 100 picioare. Pista 09/27 are suprafața de asfalt și dimensiunile 6.122 picioare × 100 picioare. 